# Huangjingba (köpinghuvudort i Kina, Yunnan Sheng, lat 28,01, long 104,00)
Huangjingba är en köpinghuvudort i Kina. Den ligger i provinsen Yunnan, i den sydvästra delen av landet, omkring 350 kilometer norr om provinshuvudstaden Kunming. Antalet invånare är 17 797. Befolkningen består av 8 464 kvinnor och 9 333 män. Barn under 15 år utgör 21,0 %, vuxna 15-64 år 70 %, och äldre över 65 år 7,0 %.
Runt Huangjingba är det ganska tätbefolkat, med 149 invånare per kvadratkilometer. Närmaste större samhälle är Tianxingchang, 19,1 km söder om Huangjingba. I omgivningarna runt Huangjingba växer i huvudsak blandskog.
Genomsnittlig årsnederbörd är 1 157 millimeter. Den regnigaste månaden är juli, med i genomsnitt 289 mm nederbörd, och den torraste är december, med 11 mm nederbörd.